# Ilija Batschwarow
Ilija Batschwarow (bulgarisch Илия Бъчваров; * 10. Oktober 1943 in Prag, Protektorat Böhmen und Mähren) ist ein ehemaliger bulgarischer Eishockeyspieler. Sein Bruder Marin Batschwarow nahm ebenfalls für Bulgarien im Eishockey an den Winterspielen 1976 teil.

## Karriere
Ilija Batschwarow, der in der tschechischen Hauptstadt Prag geboren wurde und dort die ersten 15 Lebensjahre verbrachte, nahm für die bulgarische Nationalmannschaft an den Olympischen Winterspielen 1976 in Innsbruck teil. Mit seinem Team belegte er den zwölften und somit letzten Platz. Er selbst war Kapitän der bulgarischen Mannschaft und kam im Turnierverlauf in sechs Spielen zum Einsatz und erzielte dabei vier Tore und eine Vorlage. Dabei erzielte er das einzige Tor der Bulgaren beim 1:14 gegen die Tschechoslowakei.